# Ale Bagu
L'Ale Bagu, també anomenat Alebbagu, Amayloti o Ummuna és un estratovolcà que es troba al sud-est del volcà Erta Ale, a la regió Àfar, Etiòpia.
Amb 1.031 metres d'altitud, és el volcà més alt dels que es troben a prop de l'Erta Ale. Al seu cim hi ha un cràter de 750 metres de longitud que conté un petit con de traquita. Es desconeix quan va tenir lloc la seva darrera erupció.